# Anomalon ovandoi
Anomalon ovandoi là một loài tò vò trong họ Ichneumonidae.